# Jaime Morey
Jaime García Morey foi um cantor espanhol nascido em Alicante em 1942, e que faleceu no dia 7 de julho de 2015. Teve muito êxito em Espanha durante as décadas de 1960 e 1970, com canções e estética clássica e melódica. O seu primeiro grande êxito foi “Rositas” (1967). Em 1964, terminou em segundo lugar no  Festival de Benidorm com a canção  "El barco, el mar y el viento".Voltaria a participar nesse festival em  1967 com "Las mañanitas". Em 1971 participou no concurso da TVE "Pasaporte a Dublín" e representou a Espanha no Festival Eurovisão da Canção 1972, interpretando o tema "Amanece", de Augusto Algueró, classificando-se em décimo lugar. A sua filha Sandra Morey, é apresentadora de televisão.

## Discografia selecionada

### EP'S selecionados
- 1963 "Cuántas cosas/Mis deudas/El cha-cha-cha/Yo era"
- 1964 "La mamma"
- 1964 "Terminemos de una vez/Qué quieres que te diga/Yo con él/El amor"
- 1965 "Una marioneta/No te vayas/Cara mia/Sabia"
- 1965 "Acompáñame/Corazón de trampolin/El diplodocus/Un muchcaho formal" (Con Rocío Durcal)
- 1965 "Te debo/Escucha Dios mío/Espera/Yo busco una chica como tú"
- 1966 "El carnaval se fue/Otoño en mi corazón/La bohemia/Otros temas"
- 1967 "¡Guapa!/Cuando llegue la tarde/El tiempo"
- 1970 "Mis manos"
- 1972 "Amanece/Volverá/La tierra es una bola de colores/Sueño imposible"
- 1972 "Jaime Morey"
- "Luna de fuego/55 días en Pekín/Natatcha/Poco tiempo"
- "Dios mio, como te quiero/Acompañame/Yo te daría más/Me espera"

### Singles selecionados
- 1967 "Por las mañanitas/Rositas" (Festival de Benidorm)
- 1968 "Por que me enamore/Hirio mi corazón"
- 1969 "Solo las rosas/El encuentro"
- 1969 "Negra paloma/Tabhata"
- 1970 "Partir es morir un poco/El amor entre nosotros"
- 1970 "Mis manos/El mundo de hoy"
- 1971 " La barca/Sueño imposible"
- 1972 "Amanece/Volverá" ((Festival de Eurovisión)
- 1972 "La dama de las Camelias/Tanto"
- 1972 "Camp/María"
- 1972 "Linda Carolyn/Cuando llegue el verano"
- 1974 "Fue ayer/Es esta la canción"
- 1974 "No volveré a querer/El otro"
- 1975 "El rey/Sombras"
- 1976 "Fue ayer/Esta es la canción"
- 1977 "La verdadera libertad" (Canción para Alianza Popular)
- 1983 "Pensando en ti/Bohemios"
- 1984 "Tu miarada/Canción del gitano"
- "El triste/La tierra es una bola de colores"
- "Mis manos/El mundo de hoy"
- "Te busquépara amarte/Pasará a la historia"
- "Silver Bird"
- "Georgy girl/Voy a buscarte"

### CDS selecionados
- 1997 "Grandes Éxitos (1964-1968)"
- 2006 "El último romántico"